# Roncus transsilvanicus
Espèce
Roncus transsilvanicus est une espèce de pseudoscorpions de la famille des Neobisiidae.

## Distribution
Cette espèce se rencontre en Roumanie, en Ukraine, en Slovaquie et en Pologne.

## Étymologie
Son nom d'espèce lui a été donné en référence au lieu de sa découverte, la Transylvanie.

## Publication originale
- Beier, 1928 : Die Pseudoskorpione des Wiener Naturhistorischen Museums. III. Annalen des Naturhistorischen Museums in Wien, vol. 42, p. 285-314 (texte intégral).